# Theta1 Crucis
Theta1 Crucis (θ1 Cru / HD 104671 / HR 4599) es una estrella binaria en la constelación de la Cruz del Sur de magnitud aparente +4,30.
Comparte la denominación de Bayer «Theta» con θ2 Crucis, ambas estrellas separadas visualmente 12,5 minutos de arco.
Theta1 Crucis es una binaria espectroscópica —su duplicidad ha sido establecida por el desplazamiento Doppler de sus líneas espectrales— con un período orbital de 24,48 días. La órbita es notablemente excéntrica (ε = 0,61).
El tipo espectral conjunto es Am, en donde la m indica que es una estrella con líneas metálicas. Estas son estrellas cuyo espectro presenta líneas de absorción fuertes de algunos metales y débiles de otros. Esta composición anómala se produce porque algunos elementos que absorben mejor la luz suben hacia la superficie mientras que otros se hunden por la fuerza de la gravedad.
Este efecto sólo tiene lugar sólo si la velocidad de rotación es baja, como en el caso de sistemas binarios en donde la rotación de las componentes se ha ralentizado debido a la fuerza de marea.
La brillante Sirio, Cástor B o Mizar B son tres de las estrellas más conocidas de esta clase.
Theta1 Crucis se encuentra a 230 años luz de distancia del sistema solar.